# 陳玉友

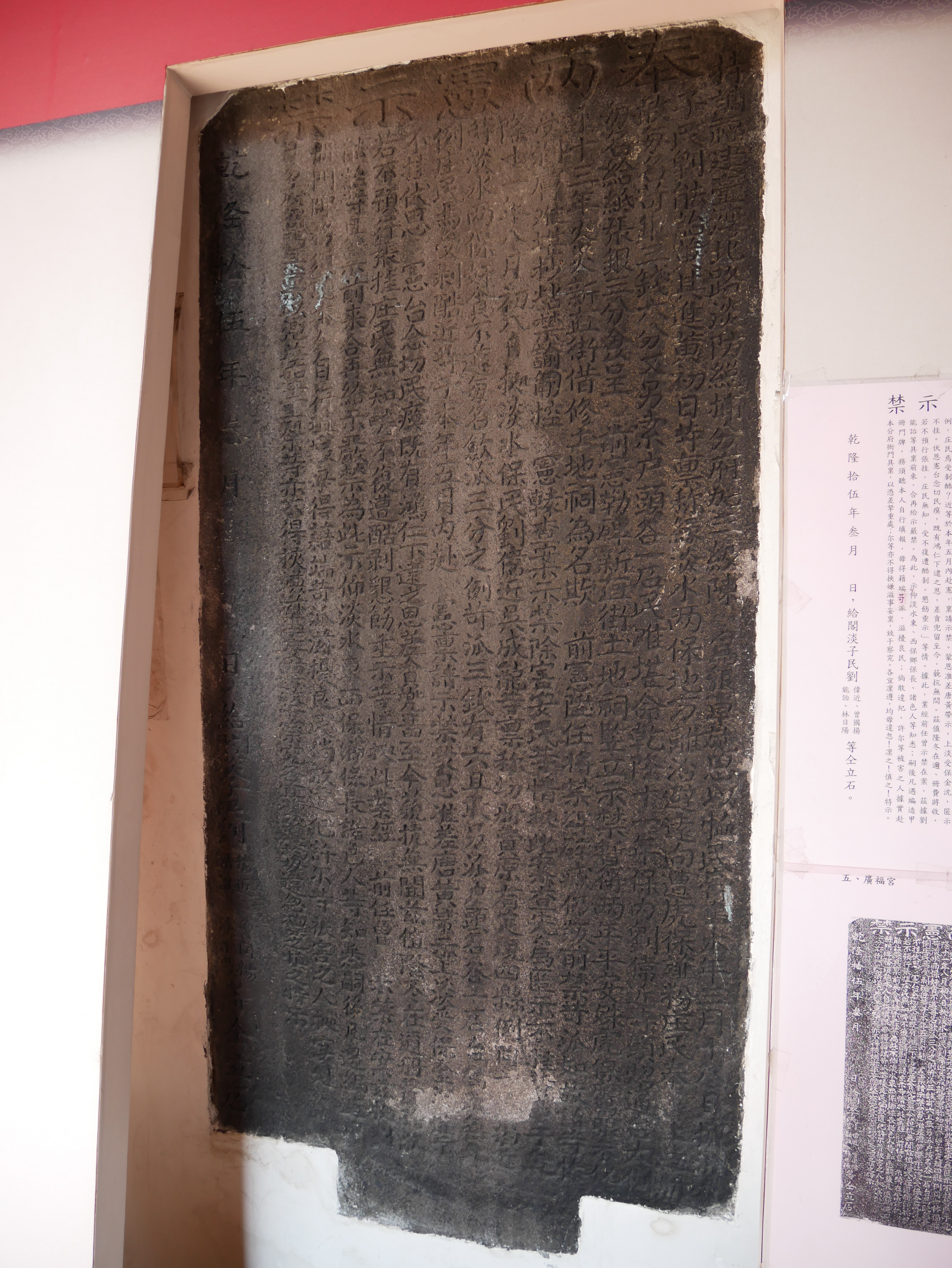
乾隆十五年（1750年）三月淡水撫民同知陳玉友所立〈嚴禁差役藉端苛派擾民碑記〉（新莊廣福宮藏）

陳玉友（1704年—1754年），字瓊度，號蓫園，直隸省霸昌道順天府文安縣（今河北省廊坊市文安縣）人，清朝政治人物，同進士出身。

## 生平
雍正八年（1730年）登庚戌科進士，任戶部主事。乾隆十二年（1747年）任福建省延建邵道建寧府知府，十三年（1748年）調臺灣道臺灣府淡水撫民同知。十六年（1751年）任臺灣府知府兼臺灣府海防捕盜同知，任內重修崇文書院。